# Mérignac (Gironde)
Mérignac je francouzské město v departementu Gironde v regionu Nová Akvitánie. V roce 2009 zde žilo 66 488 obyvatel. Je předměstím města Bordeaux.